# 勝沼町等々力
勝沼町等々力（かつぬまちょうとどろき）は山梨県甲州市の地名。郵便番号は409-1315。本項ではかつて同区域に所在した東山梨郡等々力村（とどろきむら）、勝沼町大字等々力（とどろき）についても述べる。

## 地理
甲府盆地東部、日川と田草川との間に位置する。甲州市西部にあたり、ほぼ全域が扇状地にあって水はけがよく果樹栽培に適する。北西で勝沼町綿塚、北で勝沼町休息、北東で勝沼町小佐手、東で勝沼町勝沼、南で勝沼町下岩崎、南西で笛吹市一宮町北野呂、西で山梨市上栗原と接する。それまでも米麦を中心とした農業と養蚕が行われてきた農業地帯だったが、昭和30年代よりブドウを中心としたビニールハウスでの果樹栽培に転換した。市役所の行政区域としては勝沼8区から勝沼12区にあたる。

### 河川
- 日川 - 南部を東流する。
- 田草川 - 北辺を東流する。

## 歴史
かつては等力、軣木、轟木とも表記された。縄文時代・奈良時代・平安時代の遺跡として西林遺跡が、奈良時代・平安時代の遺跡として福泉寺遺跡・箕輪遺跡・古町屋遺跡が残り、古くからヒトの活動があったことが窺える。『和名類聚抄』の巨麻郡（巨摩郡）等力郷に比定され、後に地理的条件から山梨郡に属するようになったという説がある。江戸時代には山梨郡栗原筋に属し、はじめ幕府直轄領だったが、後に甲府藩領となり、享保9年（1724年）から再び幕領となった。甲州街道勝沼宿に接する、街道に面した街村であったため助郷のほか勝沼宿の町並掃除役が課せられた。主な生業は米・麦栽培のほか、桑・茶・木綿・煙草などの商品作物も生産し、養蚕も行われ絹糸も生産した。村高は『甲斐国四郡古高帳』（慶長古高帳）によれば470石余、『甲斐国三郡村高帳』（宝暦村高帳）では890石余、『旧高旧領取調帳』では892石余とされる。

### 沿革
- 幕末時点では山梨郡等々力村であった。「旧高旧領取調帳」の記載によると、石和代官所管轄の幕府領。
- 慶応4年9月4日（1868年10月19日） - 石和県の管轄となる。
- 慶応4年10月28日（1868年12月11日） - 甲斐府の管轄となる。
- 明治2年7月20日（1869年8月27日） - 甲斐府が甲府県に改称。
- 明治3年11月20日（1871年1月10日） - 甲府県が山梨県に改称。
- 1878年（明治11年）7月22日 - 郡区町村編制法の施行により東山梨郡の所属となる。
- 1880年（明治13年） - 勝沼村と連合戸長役場を結成[4]。
- 1889年（明治22年）7月1日 - 町村制の施行により、等々力村が単独で自治体を形成。勝沼村と町村組合を結成[4]。
- 1896年（明治29年）3月2日 - 勝沼村の町制施行により、勝沼町と町村組合を結成。
- 1942年（昭和17年）5月10日 - 勝沼町と合併し、改めて勝沼町が発足。同日等々力村廃止。勝沼町大字等々力となる[4]。
- 2005年（平成17年）11月1日 - 勝沼町が塩山市・大和村と合併して甲州市が発足。甲州市勝沼町等々力となる。

## 世帯数と人口
2016年（平成28年）10月1日現在の世帯数と人口は以下の通りである。
| 大字         | 世帯数  | 人口  |
| ------------ | ------- | ----- |
| 勝沼町等々力 | 318世帯 | 955人 |

## 交通

### 鉄道
地内に鉄道は通っていない。最寄駅はJR東日本中央本線勝沼ぶどう郷駅になる。

### バス
- 甲州市市民バス

勝沼地域市民バス (ワインコース)が通っており、勝沼ぶどう郷駅および塩山駅（平日のみ）へ向かうことができる。画像の等々力交差点は等々力四つ角南バス停下車。

### 道路
- 国道411号（甲州街道）
- 山梨県道217号深沢等々力線

## 施設
- 勝沼等々力簡易郵便局
- 等々力自治公民館
- 勝沼保育園
- 玄正寺 - 浄土真宗本願寺派の仏教寺院。
- 万福寺 - 浄土真宗本願寺派の仏教寺院。境内のクスノキが県天然記念物に指定されている。
- 西教寺 - 真宗大谷派の仏教寺院。
- 光源寺 - 真宗大谷派の仏教寺院。
- 慶専寺 - 真宗大谷派の仏教寺院。
- 浄蓮寺 - 真宗大谷派の仏教寺院。
- 賢正寺 - 真宗大谷派の仏教寺院。
- 専立寺 - 真宗大谷派の仏教寺院。
- 円成寺 - 真宗大谷派の仏教寺院。
- 仙光寺 - 真宗大谷派の仏教寺院。
- 諏訪神社